# Jurij Krakoveckij
Jurij Krakoveckij (* 27. srpna 1992 Biškek, Kyrgyzstán) je kyrgyzský zápasník–judista ruské/ukrajinské národnosti.

## Sportovní kariéra
Bojovým sportům se věnuje od 8 let v rodném Biškeku. Ve 14 se zaměřil na judo pod vedením Sergeje Mistrjukova a Anvara Džurajeva. Mezi seniory se pohybuje od svých 18 let. V roce 2012 se kvalifikalova na základě kontinentální kvóty na olympijské hry v Londýně a skončil v prvním kole. Po olympijských hrách dostal nabídku startovat za sousední Kazachstán, kterou odmítl. V roce 2016 se kvalifikoval přímo na olympijské hry v Riu a předvedl životní výkon. V prvním kole zaskočil technikou o-guruma na ippon Němce André Breitbartha a v kole druhém šokoval publikum vyřazením jednoho z favoritů Ukrajince Jakiva Chammo před časovým limitem. Ve druhé minutě ho poslal technikou sasae-curikomi-aši na wazari a po další minutě kontroval jeho pokus o seoi-nage technikou tani-otoši za ippon-wazari. Ve čtvrtfinále poslal Uzbeka Abdullu Tangrieva na juko technikou uči-mata hned po půl minutě boje, ale následně neuhlídal Uzbekům nástup do sode-curikomi-goši a spadl do oprav, ve kterých neuspěl a obsadil 7. místo.

## Výsledky
| Olympijské hry    |     |     | úč. |     |    |     | 7. |     |  |  |  |  |  |  |  |  |  |  |  |  |  |  |
| Mistrovství světa | úč. | úč. |     | úč. | 7. | úč. |    | úč. |  |  |  |  |  |  |  |  |  |  |  |  |  |  |
| Asijské hry       | 7.  |     |     |     | 5. |     |    |     |  |  |  |  |  |  |  |  |  |  |  |  |  |  |
| Mistrovství Asie  |     | 5.  | 7.  | 2.  |    | 2.  | 3. | 3.  |  |  |  |  |  |  |  |  |  |  |  |  |  |  |
| MS juniorů        | úč. | úč. |     |     |    |     |    |     |  |  |  |  |  |  |  |  |  |  |  |  |  |  |